# 우즈강 (정치인)
우즈강(중국어 정체자: 吳志剛, 병음: Wi Zhìgāng, 1971년 9월 9일 ~ )은 중화민국의 정치인으로, 2006년 타이베이시 제5선거구의 시의원으로 당선된다.

## 학력
- 페얼리 디킨슨 대학교 경영 정보 시스템 석사

## 같이 보기
- 중국국민당